# Реджепов, Довранмамед Пирмамедович
Довранмамед Пирмамедович Реджепов (туркм. Döwranmämmet Rejepow) — туркменский государственный деятель.

## Биография
Родился в 1974 году в городе Ашхабаде.
Образование высшее. В 1995 году окончил Туркменский политехнический институт. По специальности — инженер-механик.
1995—2006 — начальник автоколонны, главный механик производственного управления по ремонту и оказанию услуг населению по благоустройству, главный механик треста по обслуживанию населения хякимлика этрапа имени С. Ниязова города Ашхабада.
2006—2008 — главный механик карьерного хозяйства Ашхабадского дорожно-строительного треста.
2008—2014 — главный механик планово-производственного отдела, заместитель председателя, председатель Концерна «Туркменэнергогурлушык» Министерства энергетики и промышленности Туркменистана.
2014—2015 — заместитель министра энергетики Туркменистана.
21.08.2015 — 27.02.2017 — министр энергетики Туркменистана.
27 февраля 2017 года ушел в отставку и не был переназначен после выборов Президента Туркменистана. Дальнейшая судьба неизвестна.
сведений нет

## Варианты транскрипции имени
- Имя: Довранмаммет